# Pregnano
Il pregnano è strutturalmente correlato al progesterone. Esso è un idrocarburo da cui derivano le due serie di steroidi che si rifanno, rispettivamente, al 5α-pregnano (in passato chiamato allopregnano) e al 5β-pregnano (17β-etiletiocolano).
Il 5β-pregnano è la molecola capostipite dei progesteroni, dei derivati alcolici, dei derivati chetonici e di parecchi ormoni adrenocorticali. Esso si trova nell'urina come prodotto del metabolismo dei composti del 5β-pregnano.

## Pregnani
I pregnani sono molecole derivate della classe degli steroidi in cui sono presenti gli atomi di carbonio numerati da 1 a 21.

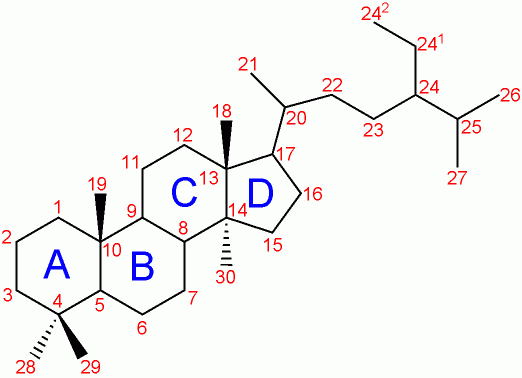
Nomenclatura degli steroidi: i pregnani possiedono i carboni numerati da 1 a 21.

I derivati del pregnano biologicamente più importanti ricadono nelle due seguenti classi: pregneni e pregnadieni. Esiste anche la classe dei pregnatrieni.

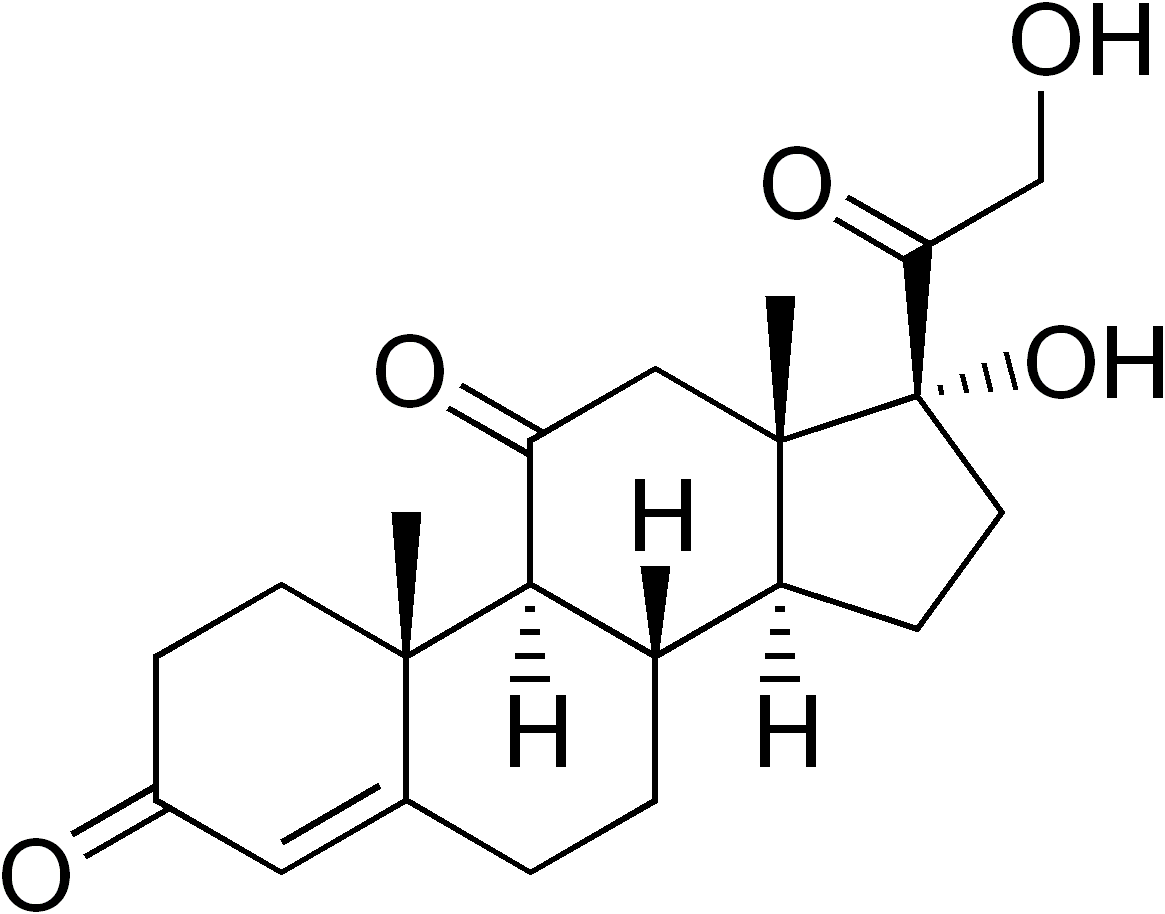
Cortisone

## Pregneni
I pregneni possiedono solo un legame doppio. Questa classe include le seguenti molecole:

Cyproterone acetato

- Cortisone
- Idrocortisone
- Progesterone

## Pregnadieni
I pregnadieni possiedono due doppi legami. Questa classe include le seguenti molecole:
- Cyproterone
- Danazol
- Fluocinonide